# أركين محمد
أركين محمد (بالفرنسية: Arkane Mohamed)‏ هو لاعب كرة قدم فرنسي في مركز الوسط، ولد في 11 أكتوبر 1993 في مارسيليا في فرنسا. شارك مع منتخب جزر القمر لكرة القدم. أما مع النوادي، فقد لعب مع نادي بوفيه ونادي ديجون ونادي سوشو.

## وصلات خارجية
- أركين محمد على موقع قاعدة بيانات كرة القدم.إي يو (الإنجليزية)
- أركين محمد على موقع ناشيونال فوتبول تيمز (الإنجليزية)
- أركين محمد على موقع Soccerway.com (الإنجليزية)